# El libertador (película)
El libertador (en el Reino Unido, The Elusive Pimpernel; en los Estados Unidos, The Fighting Pimpernel) es una película inglesa de aventuras de 1950. Fue escrita y dirigida por Michael Powell y Emeric Pressburger, basada en la novela La Pimpinela Escarlata (1905) de la baronesa Emmuska Orczy. La película está protagonizada por David Niven como sir Percy Blakeney (también conocido como La Pimpinela Escarlata), Margaret Leighton como Marguerite Blakeney y cuenta con la participación de Jack Hawkins, Cyril Cusack y Robert Coote. Originalmente pensada como un musical, la película fue reelaborada como un drama alegre.

## Argumento
Durante la Revolución francesa, la Pimpinela Escarlata, que en realidad es sir Percy Blakeney disfrazado, arriesga su vida para rescatar a los aristócratas franceses de la guillotina y llevarlos a través del Canal de la Mancha a un lugar seguro. Sir Percy se hace pasar por un petimetre en la Corte y se gana el favor del Príncipe de Gales brindándole consejos sobre moda, pero en secreto lidera La Liga, un grupo de nobles con puntos de vista similares.
Chauvelin, el embajador francés en Inglaterra, quiere averiguar quién es la Pimpinela, para poder llevarlo ante la justicia francesa. Chantajea a la esposa francesa de Blakeney, Marguerite, para que lo ayude amenazándola con hacer que arresten y torturen a su hermano Armand (un aliado de la Pimpinela). Marguerite intercepta una carta destinada a la Pimpinela y se la da a Chauvelin, sin saber que ha traicionado a su marido. Cuando descubre la verdad, se dispone a advertirle del gran peligro que corre.

## Reparto
- David Niven como Sir Percy Blakeney/ La Pimpinela Escarlata
- Margaret Leighton como Marguerite Blakeney
- Jack Hawkins como el Príncipe de Gales/Ladrón que ataca a Lord Anthony
- Cyril Cusack como Chauvelin
- Robert Coote como Sir Andrew Foulkes
- Arlette Marchal como la condesa de Tournai
- Gerard Nery como Philippe de Tournai
- Danielle Godet como Suzanne de Tournai
- Edmond Audran como Armand St. Juste
- Charles Victor como el coronel Winterbotham
- Eugene Deckers como el capitán Merieres
- David Oxley como el capitán Duroc
- Raymond Rollett como Bibot
- Philip Stainton como Jellyband
- John Longden como el abad
- Robert Griffiths como Trubshaw
- Patrick Macnee como el honorable John Bristow

## Producción
La película fue financiada por Samuel Goldwyn y Alexander Korda. Ni el director Michael Powell ni el protagonista David Niven estaban muy interesados en hacer la película, pero cambiaron de opinión ante amenazas de suspensión de contrato. (Rex Harrison había sido anunciado originalmente como el protagonista). Powell quería hacer la película como un musical, pero no se lo permitieron, y Margaret Leighton fue elegida a pesar de su objeción. Goldwyn obligó a que se hicieran numerosos añadidos y cambios a la película, pero cuando Powell entregó el corte final, Goldwyn se negó a realizar el pago final, lo que provocó que Korda lo demandara.
La película se rodó en 1949 en varios estudios cinematográficos británicos en Boreham Wood, Elstree y Shepperton, Surrey. El rodaje en exteriores se llevó a cabo en Bath, Dover, en Savernake Forest, en Marlborough Downs y en los establos de Carlton House Terrace, St. James's, Londres. En Francia, el rodaje tuvo lugar en los castillos del Valle del Loira y en el Monte Saint-Michel.